# Faxe
Faxe (anterior Fakse) este un oraș în Danemarca.

## Personalități
- Nikoline Nielsen (1874–1951), femeie de afaceri care a condus începând din 1914 fabrica de bere cunoscută mai târziu sub numele de Faxe Bryggeri